# Anna Orzelska
Anna Carolina Orzelska (Varsavia, 23 novembre 1707 – Avignone, 27 settembre 1769) era una avventuriera e szlachcianka (nobildonna) polacca.

## Biografia
Era la figlia illegittima di Augusto II di Polonia e di Henriette Rénard-Duval. Augusto incontrò Henriette a Varsavia nel 1706, dove suo padre, un commerciante di vini di Lione, aveva un saloon.
La maggior parte degli storici concordano sul fatto che in un primo momento, Henriette non conosceva la vera identità del suo amante. Come risultato della loro relazione, nel novembre 1707 nacque una figlia, Anna Carolina. Augusto venne a sapere della sua esistenza un anno e mezzo dopo. Henriette sposò un uomo d'affari parigino, François Drian, poco dopo la nascita di Anna Carolina, e si trasferì in Francia, dove è cresciuta.
Per lungo tempo, la ragazza visse a Parigi con la madre, senza il supporto di suo padre. Tuttavia, nel 1723, il suo fratellastro, il conte Fryderyk August Rutowski, la trovò e la portò alla corte di Dresda, dove venne presentata al re.
Il 19 settembre 1724, Augusto la riconobbe ufficialmente e le diede il titolo di contessa Orzelsk.
La corte di Augusto aveva la reputazione di essere la più scandalosa d'Europa e incoraggiò il comportamento della contessa, che è stato considerato scandaloso. I contemporanei hanno notato la sua tendenza a bere, fumare tabacco e alle numerose relazioni. Anna eccelleva nell'equitazione, nella caccia e nella danza. Spesso è apparsa in abiti maschili e perfino in uniforme militare.
Nel 1728, mentre il re Federico Guglielmo I di Prussia, era in visita a Dresda, Anna Carolina incontrò suo figlio, il principe ereditario Carlo Federico (il futuro Federico II di Prussia). Divenne la prima (e, probabilmente, l'unica) amante di Federico.

## Matrimonio
Sposò, il 10 agosto 1730, il principe Carlo Ludovico di Schleswig-Holstein-Sonderburg-Beck. Ricevette da suo padre 300.000 talleri come dote. Ebbero un figlio:
- Carlo Federico (5 gennaio 1732-21 febbraio 1772).

La coppia divorziò nel 1733 e vissero separatamente: Carlo Ludovico a Königsberg e Anna Carolina a Venezia.
Verosimilmente visitò Torino nel 1758, poiché al 22 settembre di quell'anno è datata la lettera patente di naturalizzazione a cittadina sabauda (AST Archivio di Stato di Torino, Patenti del Controllo generale delle Finanze, Registro 31, Carta 52, Volume 19).

## Morte
Morì il 27 settembre 1769, a Avignone, all'età di 62 anni.

## Ascendenza
|                                                                                |   |                                            | Genitori                                     |  |  | Nonni |  |  | Bisnonni                                       |  |  | Trisnonni                                     |  |
|                                                                                |   |                                            |                                              |  |  |       |  |  | Johann Georg II, principe elettore di Sassonia |  |  | Johann Georg I, principe elettore di Sassonia |  |
|                                                                                |   |                                            |                                              |  |  |       |  |  | Johann Georg II, principe elettore di Sassonia |  |  | Johann Georg I, principe elettore di Sassonia |  |
|                                                                                |   | Magdalena Sibylle von Preußen              |                                              |  |  |       |  |  | Johann Georg II, principe elettore di Sassonia |  |  |                                               |  |
| Johann Georg III, principe elettore di Sassonia                                |   |                                            |                                              |  |  |       |  |  | Johann Georg II, principe elettore di Sassonia |  |  |                                               |  |
|                                                                                |   | Magdalena Sibylle von Brandenburg-Bayreuth | Christian, margravio di Brandeburgo-Bayreuth |  |  |       |  |  |                                                |  |  |                                               |  |
|                                                                                |   | Magdalena Sibylle von Brandenburg-Bayreuth | Christian, margravio di Brandeburgo-Bayreuth |  |  |       |  |  |                                                |  |  |                                               |  |
|                                                                                |   | Magdalena Sibylle von Brandenburg-Bayreuth | Marie von Preußen                            |  |  |       |  |  |                                                |  |  |                                               |  |
| August II, re di Polonia, granduca di Lituania e principe elettore di Sassonia |   | Magdalena Sibylle von Brandenburg-Bayreuth |                                              |  |  |       |  |  |                                                |  |  |                                               |  |
|                                                                                |   | Frederik III, re di Danimarca              | Christian IV, re di Danimarca                |  |  |       |  |  |                                                |  |  |                                               |  |
|                                                                                |   | Frederik III, re di Danimarca              | Christian IV, re di Danimarca                |  |  |       |  |  |                                                |  |  |                                               |  |
|                                                                                |   | Frederik III, re di Danimarca              | Anna Katharina von Brandenburg               |  |  |       |  |  |                                                |  |  |                                               |  |
| Anna Sophie af Danmark                                                         |   | Frederik III, re di Danimarca              |                                              |  |  |       |  |  |                                                |  |  |                                               |  |
|                                                                                |   | Sophie Amalie von Braunschweig-Lüneburg    | Georg, duca di Brunswick-Lüneburg            |  |  |       |  |  |                                                |  |  |                                               |  |
|                                                                                |   | Sophie Amalie von Braunschweig-Lüneburg    | Georg, duca di Brunswick-Lüneburg            |  |  |       |  |  |                                                |  |  |                                               |  |
|                                                                                |   | Sophie Amalie von Braunschweig-Lüneburg    | Anna Eleonore von Hessen-Darmstadt           |  |  |       |  |  |                                                |  |  |                                               |  |
| Anna Karolina Orzelska                                                         |   | Sophie Amalie von Braunschweig-Lüneburg    |                                              |  |  |       |  |  |                                                |  |  |                                               |  |
|                                                                                | … | …                                          |                                              |  |  |       |  |  |                                                |  |  |                                               |  |
|                                                                                | … | …                                          |                                              |  |  |       |  |  |                                                |  |  |                                               |  |
|                                                                                | … | …                                          |                                              |  |  |       |  |  |                                                |  |  |                                               |  |
| André Rénard                                                                   | … |                                            |                                              |  |  |       |  |  |                                                |  |  |                                               |  |
|                                                                                |   | …                                          | …                                            |  |  |       |  |  |                                                |  |  |                                               |  |
|                                                                                |   | …                                          | …                                            |  |  |       |  |  |                                                |  |  |                                               |  |
|                                                                                |   | …                                          | …                                            |  |  |       |  |  |                                                |  |  |                                               |  |
| Henriette Rénard-Duval                                                         |   | …                                          |                                              |  |  |       |  |  |                                                |  |  |                                               |  |
|                                                                                |   | …                                          | …                                            |  |  |       |  |  |                                                |  |  |                                               |  |
|                                                                                |   | …                                          | …                                            |  |  |       |  |  |                                                |  |  |                                               |  |
|                                                                                |   | …                                          | …                                            |  |  |       |  |  |                                                |  |  |                                               |  |
| …                                                                              |   | …                                          |                                              |  |  |       |  |  |                                                |  |  |                                               |  |
|                                                                                |   | …                                          | …                                            |  |  |       |  |  |                                                |  |  |                                               |  |
|                                                                                |   | …                                          | …                                            |  |  |       |  |  |                                                |  |  |                                               |  |
|                                                                                |   | …                                          | …                                            |  |  |       |  |  |                                                |  |  |                                               |  |
|                                                                                |   | …                                          |                                              |  |  |       |  |  |                                                |  |  |                                               |  |